# 1964 (szám)
Az 1964 (római számmal: MCMLXIV) az 1963 és 1965 között található természetes szám.

## A matematikában
A tízes számrendszerbeli 1964-es a kettes számrendszerben 11110101100, a nyolcas számrendszerben 3654, a tizenhatos számrendszerben 7AC alakban írható fel.
Az 1964 páros szám, összetett szám. Kanonikus alakja 22 · 4911, normálalakban az 1,964 · 103 szorzattal írható fel. Hat osztója van a természetes számok halmazán, ezek növekvő sorrendben: 1, 2, 4, 491, 982 és 1964.
Az 1964 egyetlen szám valódiosztóösszeg-függvényeként áll elő, ez a 2068.